# Рябцева, Анастасия Олеговна
Анастасия Олеговна Рябцева (род. 17 января 1996) — российская гандболистка, вратарь клуба «Ростов-Дон».

## Биография
Анастасия Рябцева родилась 17 января 1996 года.

## Карьера
Анастасия Рябцева принимала участие в гандбольном турнире на летних юношеских Олимпийских играх 2014 года в Нанкине. Она приняла участие во всех пяти играх турнира, в результате стала серебряным призёром турнира. В финальной игре россиянки проиграли в один мяч сборной Южной Кореи.
На международных молодёжных турнирах Анастасия Рябцева также представляла Россию на чемпионате Европы среди девушек до 17 лет 2013 года, чемпионате Европы среди девушек до 19 лет 2015 года и юниорском чемпионате мира 2016 в Москве. На всех этих турнирах она становилась серебряным призёром.
Анастасия Рябцева с 2014 года выступает за клуб «Астраханочка». В 2016 году стала чемпионкой России. Тогда астраханский клуб стал третьим в предварительном этапе, а затем в плей-офф победил «Кубань», «Ладу» и «Ростов-Дон». Рябцева со своим клубом также становилась бронзовым призёром чемпионата России в 2015 и 2018 годах. Она также была участницей Суперкубка России 2016 года. В сезоне 2016/2017 она совершила 173 сейва из 511 нанесённых по воротам бросков, в следующем году — 143 из 406, в сезоне 2018/2019 — 133 из 385, в сезоне 2019/2020 — 111 из 312.